# Урок
Уро́к —  завдання, які даються учневі для підготовки до наступного заняття; також це форма навчальних занять, що відрізняється чіткими часовими межами. Урочна форма навчання, означає організацію впродовж певного часу й відповідно до розкладу (за сталим розкладом) навчання з окремого предмета, коли вчитель проводить його з групою учнів постійного складу, одного віку й рівня підготовки. Кожен урок та будь яке заняття будується на основі закономірностей учбового процесу. Структура уроку (заняття) — це визначена послідовність вирішення педагогічних задач і відповідний цьому порядок чергування завдань і вправ. Залежно від навчального закладу тривалість уроку зазвичай коливається від 45 до 60 хвилин. Урок — це настанова (вказівка або порада діяти певним чином) вчителя своїм учням. Урочна система насамперед спрямована на чітке засвоєння усією групою (класом) основ (базових елементів) і положень певної діяльності, або спрямована на досягнення цілей навчання та виховання. Урок (заняття) починається з організації уваги та дисципліни.
Урок — це основна форма навчального процесу у дошкільних, середніх навчальних закладах. На відміну — лекція є основною формою навчального процесу у вищій школі.

## Формування поняття
В середині XVII ст. чеський педагог Я. А. Коменський вперше, по суті, на основі попередніх наробок учителів-практиків здійснив наукове обґрунтування сутності уроку. З того часу урок зайняв провідне місце в освітній системі більшості країн світу.
Я. А. Коменський обґрунтував класно-урочну систему шкільного навчання і урок як форму його організації. Він поділяв урок на три частини: початок — відновлення в пам'яті учнів вивченого матеріалу, опитування і налаштування уваги; продовження — показ, сприймання, роз'яснення нового; закінчення — вправа, оволодіння, використання.
Видатний український педагог В. О. Сухомлинський з позицій багаторічної педагогічної діяльності в загальноосвітній школі писав: «На уроці дуже важливий особистий приклад педагога».

## Ознаки уроку
Урок як форма організації навчання має такі ознаки:
- керівна роль учителя;
- постійний склад учнів, які мають приблизно однаковий рівень фізичного й психічного розвитку;
- перебіг навчальної діяльності в класній кімнаті;
- дотримання розкладу й регламенту.

## Функції
Урок як основна форма освітньої діяльності виконує такі функції:
- Організаційна — забезпечується організація вихованців на пізнавальну діяльність у складі конкретного первинного колективу.
- Освітня — сприяє отриманню системи знань стосовно вимог загальної, політехнічної і професійної освіти.
- Дидактична — сприяє створенню оптимальних умов для оволодіння вихованцями методами і прийомами самостійної пізнавальної діяльності.
- Розвивальна- забезпечуються умови для розвитку інтелектуальних можливостей особистості як визначального чинника становлення головного багатства окремої особистості і суспільства загалом.
- Виховна — створюються оптимальні умови для розв'язання на уроці мікрозавдань розумового, морального, трудового, фізичного й естетичного виховання.
- Перспективна — вибудовується система перспективних ліній з метою формування позитивних мотивів навчання й життєдіяльності особистості.

Усі названі функції уроку певною мірою взаємозумовлені і реалізуються шляхом узгодженої діяльності вчителя й учнів.

## Види
- Урок засвоєння нових знань.
- Урок формування і вдосконалення вмінь і навичок.
- Урок узагальнення і систематизації знань.
- Урок комплексного застосування знань, умінь і навичок.
- Урок перевірки і корекції знань, умінь і навичок.
- Комбінований урок